# بخش‌های زمانی (رسانه)

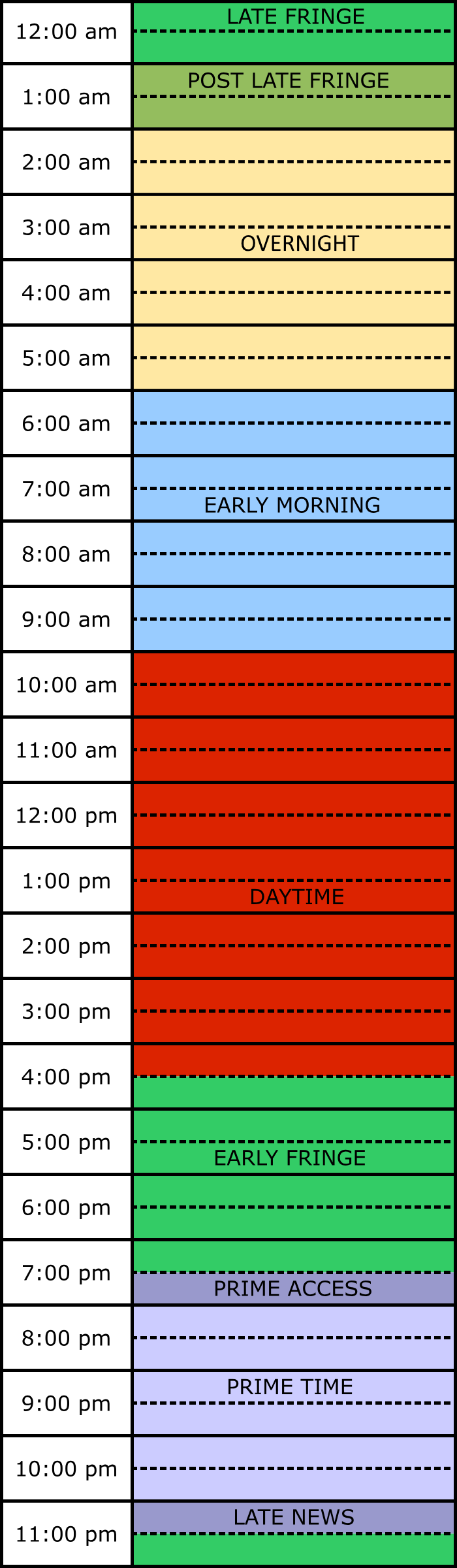
بخشهای روزانه تلویزیونهای آمریکا برای روزهای هفته (به ساعت شرقی).

در برنامه‌های رادیویی و تلویزیونی و دیگر رسانه‌ها، بخش‌بندی روزنامه به معنای تقسیم برنامه‌ها به چند بخش مستقل در یک روز است که در هر بخش، یک یا چند برنامه رادیویی یا تلویزیونی متفاوت با سایر بخش‌ها پخش می‌شود. برنامه‌های تلویزیونی اغلب بر اساس مشخصات جمعیت شناختی مخاطبان و مطابق آنچه کهمخاطبان هدف معمولاً در آن زمان درگیر آن هستند، پخش می‌شوند.

## آمریکای شمالی

### بخش‌های روزانه رادیو
Nielsen Audio سرویس ارزیابی بالقوه سنجش مخاطبان در ایالات متحده، یک روز هفته (غیر تعطیل) را به پنج بخش تقسیم می‌کند: زمان رانندگی صبح (6: 00-10: 00 am)، ظهر (۱۰:۰۰ ساعت ۳ صبح بعد از ظهر)، رانندگی عصر (۳ تا ۷ بعد از ظهر)، شامگاه (ساعت ۷:۰۰ صبح) نیمه شب) و آخر شب (نیمه شب تا ۶ صبح).
در دهه ۱۹۹۰، بخش‌بندی روزانه رادیو با هدف سانسور هم انجام می‌شد. بسیاری از ترانه‌هایی که برای شنوندگان جوان نامناسب تلقی می‌شدند، تنها در اواسط شب یا ساعات پایانی شب پخش می‌شد، وقتی که بچه‌ها احتمالاً در خواب بودند. حتی امروز، کمیسیون ارتباطات فدرال (FCC) ضوابط الزامات کمتری نسبت به برنامه‌های تلویزیونی بین ساعت‌های ۱۰:۰۰ شب تا ۶:۰۰ صبح به وقت محلی قرار می‌دهد.
بخش زمانی صبح همزمان با ساعت اوج ترافیک است؛ این زمان به‌طور سنتی از پرمخاطب‌ترین زمانهای پخش است چرا که بیشتر مردم در اتومبیل خود هستند و احتمالاً رادیوهای آنها روشن است. اکثر ایستگاه‌ها (هم گفتگویی و هم موسیقی) برنامه‌های محلی روی آنتن را در ساعات اوج ترافیک پخش می‌کنند.

### برنامه روزانه تلویزیون
در ایالات متحده، روزهای تعطیل، بخش‌بندی روزانه در شبکه‌های بزرگ تلویزیونی (ABC، NBC و CBS) رایج است. این نیز به‌طور کلی در مورد کشورهای دیگر هم صادق است که در آنها بزرگترین پخش کننده‌های زمینی دارای مخاطبان عمومی تر هستند. ک

#### روزانه
در تلویزیون، مانند رادیو، روز به بخش‌هایی تقسیم می‌شود، هرچند که زمان تا حدودی نامشخص است. به‌طور کلی، برنامه صبحگاهی برای ساعت ۷:۰۰–۱۰:۰۰ صبح طراحی می‌شود.
بعد از صبحانه، ساعت پخش روزانه است که گروه‌های مخاطب آن دانشجویان، بازنشستگان قدیم و خانم‌های خانه‌دار است.
بخش بعدی بخش برنامه‌های روزانه ممکن است گاهی برای کودکان سنین 7 – ۱۲ و نوجوانان سنین 13 – ۱۶ ساله که از مدرسه به خانه می‌آیند، هدف گذاری شود.
از ۵:۰۰ تا ۷:۰۰ عصر معمولاً بیشتر ایستگاه‌های تلویزیونی اخبار نشان می‌دهند. اخبار محلی معمولاً همراه با نیم ساعت خبر شبکه و احتمالاً یک برنامه خبری سندیکایی همراه است.

#### شامگاه
ساعت برجسته پخش برنامه‌های تلویزیونی، در سر شب (شامگاه) است که شروع آن از ۷:۰۰ تا ۸:۰۰ است و خاتمه آن ۱۰:۰۰ تا ۱۱:۰۰شب است.

## جدول زمانی
| روز پارتی      | روز پارتی          | ایالات متحده       | انگلستان           | AUS               |
| -------------- | ------------------ | ------------------ | ------------------ | ----------------- |
| صبحانه         | 6:00 AM - 10:00 AM | 6:00 AM - 9:00 AM  | 6:00 AM - 9:00 AM  |                   |
| روزی           |                    |                    |                    |                   |
| صبح زود        | 10:00 AM - 5:00 PM | 9:00 AM - 12:00 PM | 9:00 AM - 12:00 PM |                   |
| بعد از ظهر     | 10:00 AM - 5:00 PM | 12:00 PM - 5:30 PM | 12:00 PM - 6:00 PM |                   |
| نخستین بار ملی |                    |                    |                    |                   |
| محدوده زودرس   | 5:00 PM - 8:00 PM  | 5:30 PM - 8:00 PM  | 6:00 PM - 7:00 PM  |                   |
| حاشیه نهایی    | 8:00 PM - 11:00 PM | 8:00 PM - 11:00 PM | ۷:۰۰ بعد از ظهر    |                   |
| دیروقت         | دیروقت             | ۱۱:۰۰–۲:۰۰ صبح     | ۱۱: ۰۰–۱۲: ۳۰      | تا ساعت ۱ صبح     |
| شبانه          | شبانه              | 2:00 AM - 6:00 AM  | ۱۲:۳۰–۶:۰۰ صبح     | 1:00 AM - 6:00 AM |